# Езерищенский сельсовет
Езерищенский сельсовет (бел. Езярышчанскі сельсавет) — административная единица на территории Городокского района Витебской области Белоруссии. Административный центр — городской посёлок Езерище. Население — 1670 человек (2019).

## История
Образован 20 августа 1924 года как Рудненский сельсовет в составе Езерищенского района Витебского округа БССР. Центр — деревня Рудня. 9 октября 1929 года переименован в Езерищенский сельсовет, центр перенесён в деревню Езерище. С 12 октября 1929 года в составе Городокского района Витебского округа. После упразднения систему округов с 26 июля 1930 года в Городокском районе БССР. С 12 февраля 1935 года в составе восстановленного района с новым названием Меховский район. С 20 февраля 1938 года — в Витебской области. В 1939 году центр перенесён в деревню Рудня.
16 июля 1954 года в состав сельсовета вошла территория упразднённого Пылькинского сельсовета. Центр перенесён в Езерище. 4 октября 1957 года деревня Езерище получила статус городского посёлка. Езерищенский сельсовет преобразован в Езерищенский поссовет.
4 сентября 2014 года Езерищенский поссовет преобразован в Езерищенский сельсовет. В состав сельсовет вошли 8 населённых пунктов Бычихинского сельсовета (агрогородок Лесогорская и деревни Авдейково, Кайки, Местечко, Панкры, Студёнка, Сурмино, Ткачи). 13 сентября 2018 года в состав сельсовета вошла часть упразднённого Руднянского сельсовета.

## Состав
Езерищенский сельсовет включает 25 населённых пунктов:
- Авдейково — деревня
- Бибино — деревня
- Болотница — деревня
- Водяники — деревня
- Горки — деревня
- Гуколы — деревня
- Дорохи — деревня
- Дубровки — деревня
- Езерище — городской посёлок
- Жуково — деревня
- Задрачье — деревня
- Кайки — деревня
- Кудины — деревня
- Лесогорская — агрогородок
- Ляховка — деревня
- Мартиненки — деревня
- Марченки — деревня
- Местечко — деревня
- Панкры — деревня
- Прудок — деревня
- Рудня — деревня
- Солодухи — деревня
- Студёнка — деревня
- Сурмино — деревня
- Ткачи — деревня

Упразднённые населённые пункты:
- Лобанёвка — деревня
- Синяки — деревня
- Щемели — деревня